# Åbo domkyrkoförsamling
Åbo domkyrkoförsamling (finska: Turun tuomiokirkkoseurakunta) är en evangelisk-luthersk församling i Åbo, Finland. Församlingen hör till Åbo ärkestift och Åbo domprosteri. Domprosten i församlingen är Aulikki Mäkinen. I slutet av 2021 hade Åbo domkyrkoförsamling cirka 13 220 medlemmar. Församlingens verksamhet sker huvudsakligen på finska.
Åbo domkyrkoförsamling är en del av Åbo och S:t Karins kyrkliga samfällighet. Församlingens huvudkyrka är Åbo domkyrka. År 1921 delades Åbo domkyrkoförsamling till mindre församlingar såsom Martinsförsamlingen och Mikaelsförsamlingen.